# 각원사

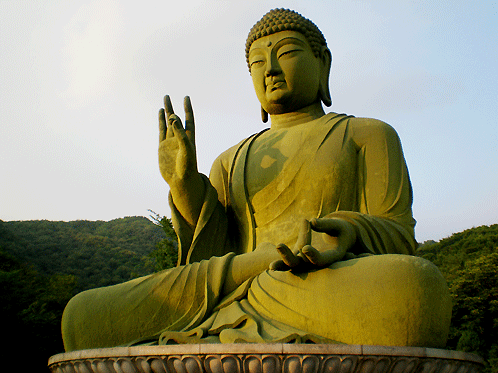
남북통일 염원 청동대불(아미타좌불),

각원사는 천안시 동남구에 있는 대한불교 조계종 사찰이다.1975년에  세워진 ‘태조산각원사’는 절집의 규모도 크지만 국내최고 크기의 불상이 유명하다. 또한 대웅보전은 건평 661㎡[200평]으로 34개의 주춧돌과 100여만 재의 목재가 투입된 외(外) 9포, 내(內) 20포, 전면 7간, 측면 4간의 국내 최대 규모 목조건물이다.
각원사를 창건한 법인(法印) 은 1931년 경남 충무에서 출생해 1946년 해인사 백련암에서 출가, 윤포산(尹飽山) 선사를 은사로 득도했다.
1969년 일본으로 유학을 떠나 동경 대동문화대학 대학원 박사과정을 수학하던 도중 재일동포 각연(覺然)  김영조(金永祚) 거사와  부인 정정자(鄭貞子) 보살의 시주로 부지 4만여평을 매입했다.